# میورا ۷۶۸۲
سیارک ۷۶۸۲ (به انگلیسی: 7682 Miura، نامگذاری:1997CY19) هفت هزار و ششصد و هشتاد و دومین سیارک کشف شده‌است که در ۱۲ فوریه ۱۹۹۷ کشف شد.
قدر مطلق سیارک برابر ۲۰.۴ است.